# Кадогава
Кадогава (яп. 門川町 Кадогава-тё:) — посёлок в Японии, находящийся в уезде Хигасиусуки префектуры Миядзаки. Площадь посёлка составляет 120,48 км², население — 18 371 человек (1 августа 2014), плотность населения — 152,48 чел./км².

## Географическое положение
Посёлок расположен на острове Кюсю в префектуре Миядзаки региона Кюсю. С ним граничат города Нобеока, Хюга и посёлок Мисато.

## Население
Население посёлка составляет 18 371 человек (1 августа 2014), а плотность — 152,48 чел./км². Изменение численности населения с 1980 по 2005 годы:
| 1980 | 18 533 чел. |  |
| 1985 | 18 941 чел. |  |
| 1990 | 18 894 чел. |  |
| 1995 | 19 155 чел. |  |
| 2000 | 19 287 чел. |  |
| 2005 | 19 207 чел. |  |

## Символика
Деревом посёлка считается восковница красная, цветком — шалфей сверкающий, птицей — османтус.